# Emilio Nessi
Emilio Nessi (Bergamo, 5 novembre 1949 – Milano, 26 marzo 2009) è stato un giornalista italiano, specializzato nei problemi degli animali.

## Biografia
Giornalista pubblicista dal 17 novembre 1980, ha scritto su vari giornali e riviste, fra cui Topolino, Famiglia Cristiana e il Corriere della Sera.
Ha collaborato con diversi programmi televisivi come Disney Club, Ci vediamo su Rai 1 e Ci vediamo in tv di Paolo Limiti. I suoi servizi sono andati in onda su vari telegiornali, fra cui il TG2 e il TG LA7. Inoltre ha condotto la striscia Io amo gli animali su Rai 2.
Nel 1993 ha scritto Palla di neve, la storia di un beluga, da cui nel 1995 il regista Maurizio Nichetti ha tratto un film omonimo.
Nel 2000 ha pubblicato Theo il dono degli dei, storia vera di un salvataggio di un cucciolo di foca da parte di una bambina greca, corredata da una documentazione fotografica della Clinica delle Foche di Pieterburen, il cui ricavato è destinato al Fondo Amici di Paco, associazione nazionale per la tutela dei cani. Nel 2004 ha pubblicato L'Arca di Nessi, in cui racconta storie di salvataggi di animali, e ne ha ceduto i diritti di utilizzazione economica alla Lega Italiana Protezione Uccelli.

## Opere
- Palla di neve, fuga per la libertà, Liber Internazionale, 1993.
- Theo. Il dono degli dei, Paco Editore, 2000.
- Palla di Neve. Per il 2º ciclo, Il Capitello, 2001.
- L'Arca di Nessi, Panorama, 2004.